# Stagnicola catascopium
Stagnicola catascopium е вид охлюв от семейство Lymnaeidae. Видът не е застрашен от изчезване.

## Разпространение
Разпространен е в Канада (Албърта, Британска Колумбия, Квебек, Манитоба, Нова Скотия, Ню Брънзуик, Онтарио, Остров Принц Едуард, Саскачеван и Северозападни територии) и САЩ (Айова, Върмонт, Индиана, Кънектикът, Масачузетс, Мериленд, Минесота, Мичиган, Монтана, Ню Джърси, Ню Йорк, Ню Хампшър, Охайо, Пенсилвания, Род Айлънд, Северна Дакота, Уайоминг и Уисконсин).

## Описание
Популацията на вида е стабилна.